# Arsenik
 Ikke at forveksle med arsen.
Arsenik, tidligere kendt som rottekrudt, giftmel eller hvid arsenik, er en betegnelse for giftstoffet arsen(III)oxid, As2O3, arsentrioxid.
Arsenik har tidligere været brugt mod forskellige skadedyr. Det har længe været brugt til at smøre skind til dyr under udstopning på bagsiden som beskyttelse mod insektangreb, hvorfor udstoppede dyr skal behandles med forsigtighed ved eventuelle reparationer. 
Arsenik er tungt opløseligt i koldt vand og lettere opløseligt i varmt vand. Det har ikke nogen påfaldende smag eller lugt.
Tidligere var der ret let adgang til arsenik på grund af dets anvendelse som rottegift, så det blev brugt til en del giftmord. Arsen er dog ret nemt at påvise i maveindhold og i liget (Marshprøven) også lang tid efter, at offeret er begravet. Arsenet bindes bl.a. i muskler, knogler, hud, hår og negle. 
I visse egne af Østrig, i Steiermark, blev arsenik før i tiden regelmæssigt indtaget i små mængder af både mænd og kvinder for at give kroppen fyldighed og for at give huden et smukt udseende. Arsenik mentes også at lette vejrtrækningen i bjergene, hvorfor bjergvandrere lod et stykke arsenik langsomt opløse sig i munden. Også heste blev af og til "styrket" med arsenik. 
Symptomer på forgiftning med arsenik er bl.a. hurtigt indsættende mavesmerter, opkastning og voldsom diarre.

## Falske venner
Bemærk at det engelske ord arsenic og det svenske ord arsenik begge er betegnelser for grundstoffet arsen og dermed er såkaldt falske venner. På engelsk kaldes arsenik for arsenic trioxide og på svensk kaldes det for arseniktrioxid eller vit arsenik.